# At the Olympia
At the Olympia – koncertowe CD i DVD amerykańskiego muzyka Raya Charlesa, wydane w 2007 roku. Przedstawia ono bardzo emocjonalny i wyjątkowy dla Charlesa koncert, który miał miejsce w 2000 roku. Poza tym, iż odbył się on w dniu jego siedemdziesiątych urodzin, był występem rozpoczynającym pierwszą w nowym milenium trasę koncertową Raya. Dodatkowo, występ ten miał miejsce w legendarnej paryskiej Olympii, gdzie dokładnie 40 lat wcześniej muzyk dał swój pierwszy koncert na europejskiej scenie.
Podczas tego koncertu na scenie Charlesowi miał towarzyszyć jego zespół oraz The Raelettes. Jednak z powodu strajku części pracowników lotniska Big Band i The Raelletes utknęły na lotnisku w Lizbonie. Ostatecznie Ray zdecydował się wystąpić sam, co spotkało się z bardzo pozytywną oceną odbiorców oraz krytyków.

(...) Tej nocy Ray Charles miał wystąpić wraz ze swoim Big Bandem oraz The Raelettes, jednak z powodu strajku kontrolerów utknęli oni na lotnisku w Lizbonie. Ostatecznie zdecydował się on wystąpić, a jego magiczny koncert „unplugged” został uwieczniony jako film. Wynikiem tego jest to wyjątkowe CD i DVD, które przeniesie cię w fantastyczną atmosferę jednego z najbardziej emocjonalnych wystąpień w historii, w jednym z najpiękniejszych obiektów na świecie.

Ten sam koncert ukazał się również na DVD Concert of November 22nd 2000 at the Olympia w 2004 roku.

## Lista utworów
CD
1. „Blues for Big Scotia”
2. „Just the Way You Look Tonight”
3. „Route 66"
4. „Song for You”
5. „Hallelujah, I Love Her So”
6. „Georgia on My Mind”
7. „Stranger In My Own Home Town”
8. „Angelina”
9. „I Got a Woman”
10. „Hey Girl”
11. „Almost Like Being In Love Again”
12. „Just for A Thrill”
13. „It Had to Be You”
14. „What’d I Say”

DVD
1. „Blues for Big Scotia”
2. „Just the Way You Look Tonight”
3. „Route 66"
4. „Song for You”
5. „Hallelujah, I Love Her So”
6. „Georgia on My Mind”
7. „Stranger In My Own Home Town”
8. „Angelina”
9. „I Got a Woman”
10. „Hey Girl”
11. „Almost Like Being In Love Again”
12. „Just for A Thrill”
13. „It Had to Be You”
14. „What’d I Say”